# Charley Chase (Pornodarstellerin)

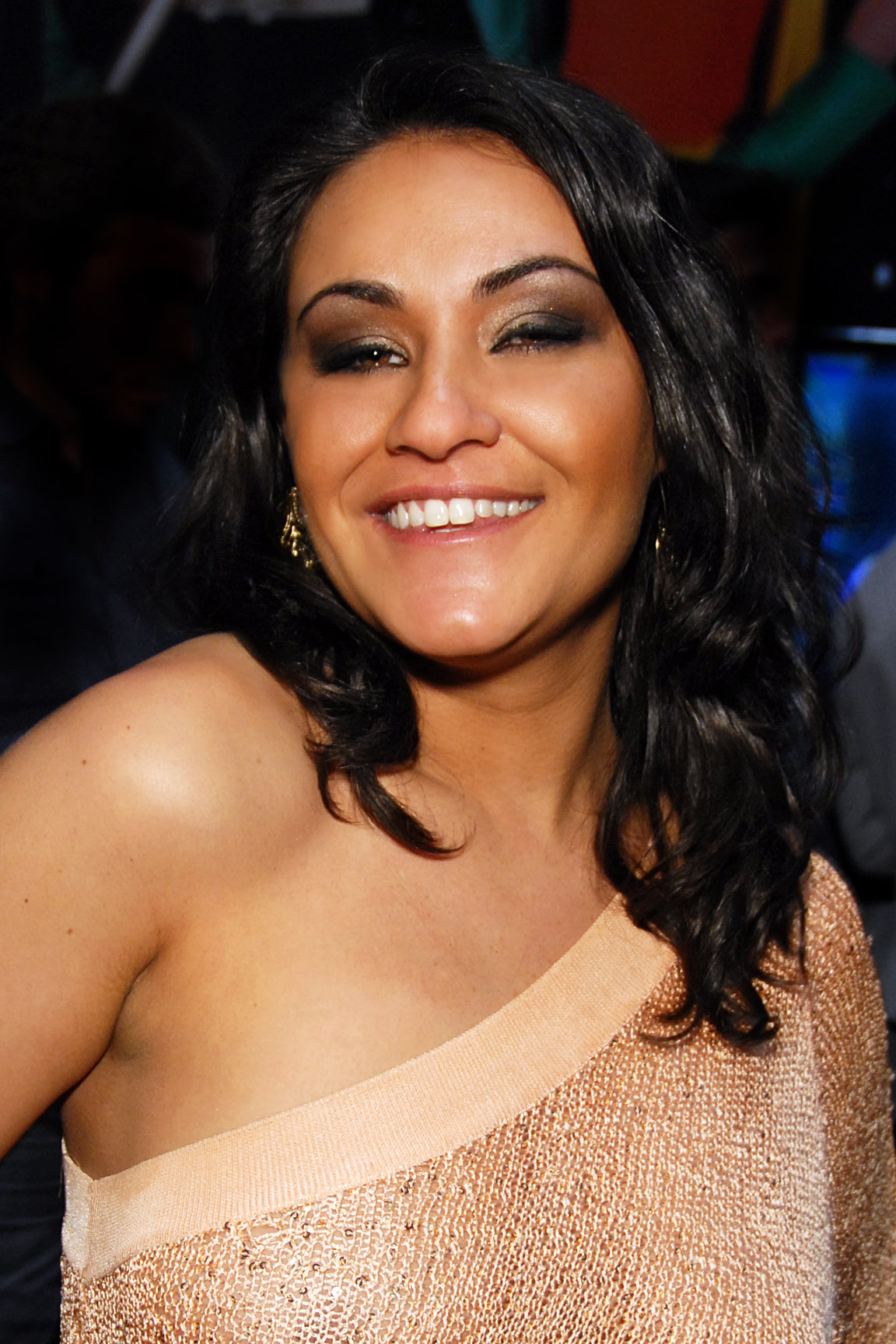
Charley Chase (2011)

Charley Chase (* 6. August 1987 in Louisville, Kentucky) ist eine US-amerikanische Pornodarstellerin.

## Leben
Chase hat puerto-ricanische und italienische Vorfahren. In einem Blogeintrag gab sie 2010 an, im Alter von 16 bis 19 Jahren die Highschool besucht und daneben gearbeitet zu haben. Auch sei sie im Schulsport erfolgreich gewesen. Im Alter von 19 Jahren sei sie nach Atlanta gezogen, wo sie für die nächsten zwei Jahre das Bauder College besucht habe.
2007 begann sie ihre Arbeit als Pornodarstellerin. Seitdem hat sie laut IAFD in 709 Filmen mitgespielt, darunter The Sex Files – A Dark XXX Parody, Girlvana 5, Slutty and Sluttier 11 und Tori Black Is Pretty Filthy 2. Weitere Aliases von ihr sind Charlie Chase und Charlie. Chase gewann 2011 sowohl einen AVN Award als auch einen XRCO Award für das am meisten unterschätzte Sternchen des Jahres. Außerdem wurde sie mehrfach für den AVN Award und XRCO Award nominiert.

## Filmografie (Auswahl)
- 2008: Evil Pink 4
- 2008: Barely Legal 82
- 2009: Face Fucking Inc. 5

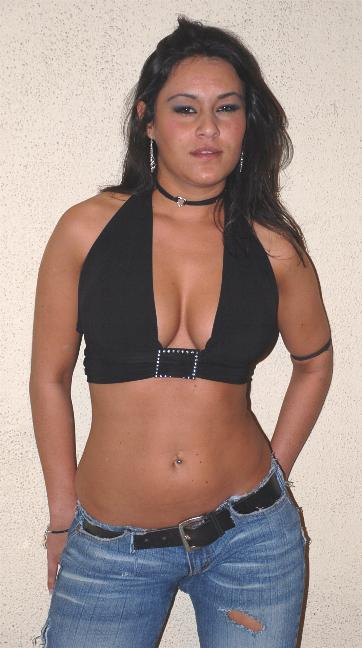
Chase bei Pornstar Karaoke (2007)

- 2009: The Sex Files – A Dark XXX Parody
- 2009: Suck It Dry 6
- 2009: Girlvana 5
- 2009: Deep in Latin Cheeks 3
- 2010: Jack’s POV 17
- 2010: Slutty and Sluttier 11 & 12
- 2010: Tori Black Is Pretty Filthy 2
- 2010: Bang Bus 28
- 2010: Baby Got Boobs 3
- 2011: Spandex Loads 1
- 2011: POV Pervert 13
- 2011: Let Me Suck You 2
- 2018: Tonight’s Girlfriend 68

## Auszeichnungen
- 2010: CAVR Award: Unsung Starlet of the Year[3]
- 2010: XRCO Award: Unsung Siren of the Year[4]
- 2011: AVN Award: Unsung Starlet of the Year[2]
- 2011: XRCO Award: Unsung Siren of the Year[4]

### Nominierungen
- 2010: AVN-Award: Best Threeway Sex Scene – Buttwoman Returns
- 2010: AVN-Award: Best Group Sex Scene – The Sex Files: A Dark XXX Parody
- 2010: AVN-Award: Unsung Starlet of the Year
- 2010: XBIZ Award: Female Performer of the Year
- 2011: AVN-Award: Best Group Sex Scene – Slutty & Sluttier 11
- 2011: AVN-Award: Most Outrageous Sex Scene – Party of Feet 2
- 2011: AVN-Award: Best Oral Sex Scene – Throat Fucks 2
- 2011: AVN-Award: Best All-Girl Three-Way Sex Scene – Tori Black Is Pretty Filthy 2